# Frederikskerk
De Frederikskerk (Deens: Frederiks Kirke), in de volksmond ook bekend als Marmeren Kerk (Marmorkirke), is een luthers kerkgebouw in de Deense hoofdstad Kopenhagen. De kerk bevindt zich iets westelijk van Amalienborg.

## Geschiedenis
De kerk in het Kopenhaagse district Frederiksstaden werd in 1740 ontworpen door de Deense architect Nicolai Eigtved en was bedoeld om het 300-jarig regeringsjubileum van het Huis Oldenburg op te luisteren. De eerste steen werd op 31 oktober 1749 gelegd door koning Frederik V. Na de dood van Eigtved in 1754 werden de plannen voor de kerk aanzienlijk gewijzigd door de Franse architect Nicolas Henri Jardin. De bouw zou in Noors marmer worden uitgevoerd, maar dat bleek zo kostbaar dat in 1770 in opdracht van Johann Friedrich Struensee de bouw werd gestaakt. Twee jaar later werd Struensee geëxecuteerd en werden er weer verschillende initiatieven genomen om de bouw vlot te trekken. Ze mislukten en bijna 150 jaar lang bleef het kerkgebouw als ruïne staan.
In 1874 verkocht de Deense Minister van Financiën, Andreas Frederik Krieger, voor 100.000 rigsdaler de ruïne van de onvoltooide kerk en het kerkplein aan Carl Frederik Tietgen. Voorwaarde voor de deal was dat Tietgen de kerk volgens het oorspronkelijke plan moest afbouwen en na voltooiing aan de staat moest overdragen. In ruil hiervoor zou Tietgen de rechten op naburige percelen verkrijgen voor ontwikkeling. De deal was destijds zeer omstreden. Krieger werd aanvankelijk beschuldigd van corruptie, maar werd bij een rechtszaak op 25 januari 1877 uiteindelijk vrijgesproken. Tietgen nam de architect Ferdinand Meldahl in de hand om het door hem gefinancierde kerkgebouw in zijn definitieve vorm te ontwerpen. Wegens financiële beperkingen liet men het plan varen om de hele kerk van marmer te bouwen. Alhoewel er bij de bouw van de kerk veel Noors marmer is toegepast, bestaan de bovenste delen van de kerk uit verschillende bouwmaterialen, waaronder kalksteen. Op 19 augustus 1894 werd de kerk voor het publiek geopend.
Op de architraaf van de portico boven de ingang van de kerk zijn in vergulde letters de woorden HERRENS ORD BLIVER EVINDELIG (vert.: Het woord des Heren, blijft in der eeuwigheid. I Petrus 1: 25) aangebracht. De kerk heeft met een doorsnee van 31 meter de grootste koepel van Scandinavië. De koepel rust op 12 zuilen en vertoont gelijkenissen met de Sint-Pieter te Rome. De kerk wordt omringd door veel beelden. De beelden op straatniveau stellen een aantal bekende figuren voor uit de Deense kerkgeschiedenis, de beelden op de kerk variëren van Mozes tot Maarten Luther.
Het oorspronkelijke orgel is gemaakt in 1894 door de Kopenhaagse orgelbouwer Knud Olsen. Het orgel had 29 registers. De door Meldahl ontworpen orgelkas is geïnspireerd door voorbeelden in Venetië en Rome, en heeft houtsnijwerk van Hans Gyde Petersen. In 1963 werd een nieuw orgel geïnstalleerd. Het is gebouwd door Marcussen & Søn naar een ontwerp van Rolf Graae. Elf registers werden hergebruikt in het nieuwe orgel, dat in totaal 51 registers heeft.

## Afbeeldingen

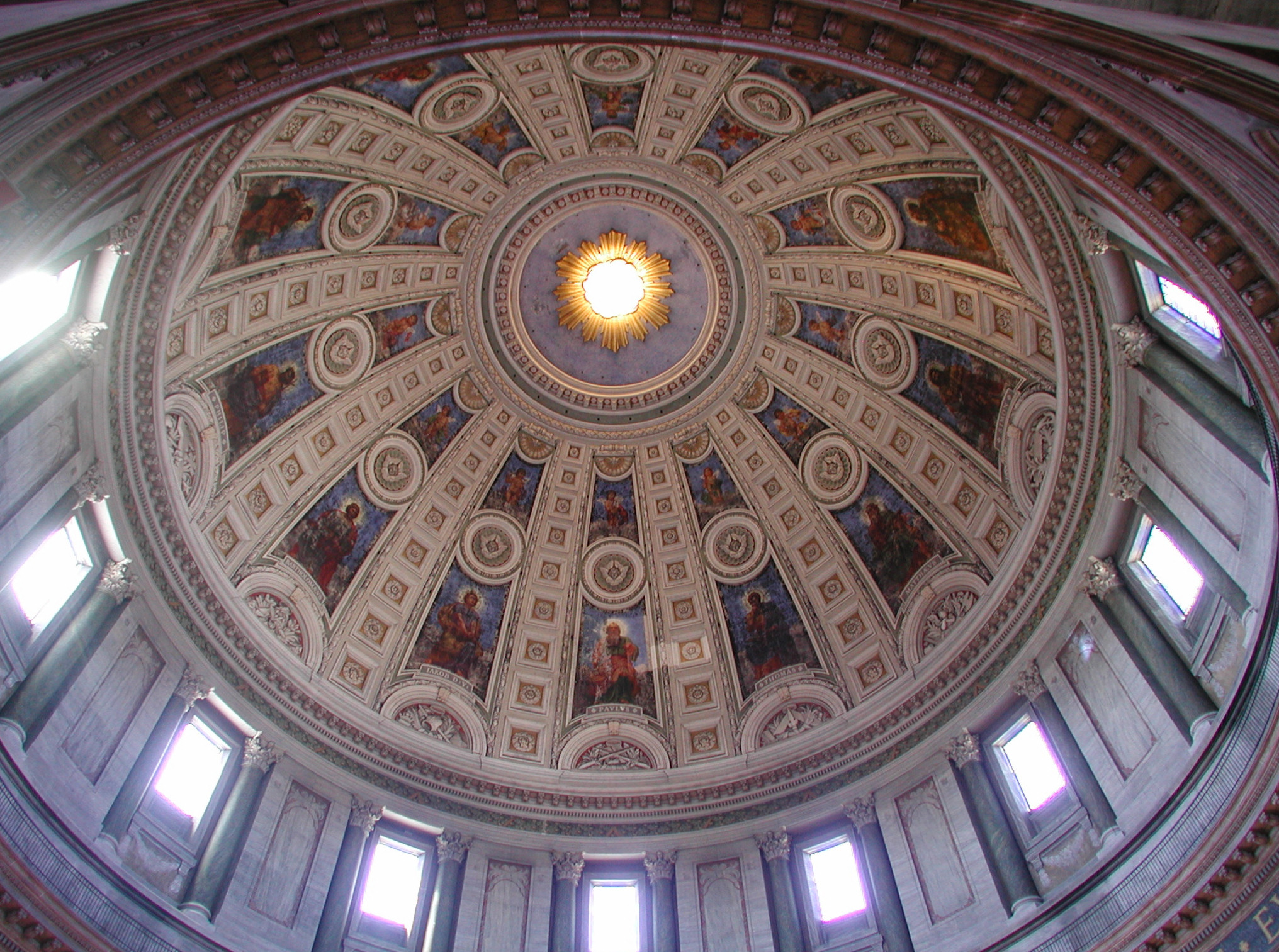
Koepel
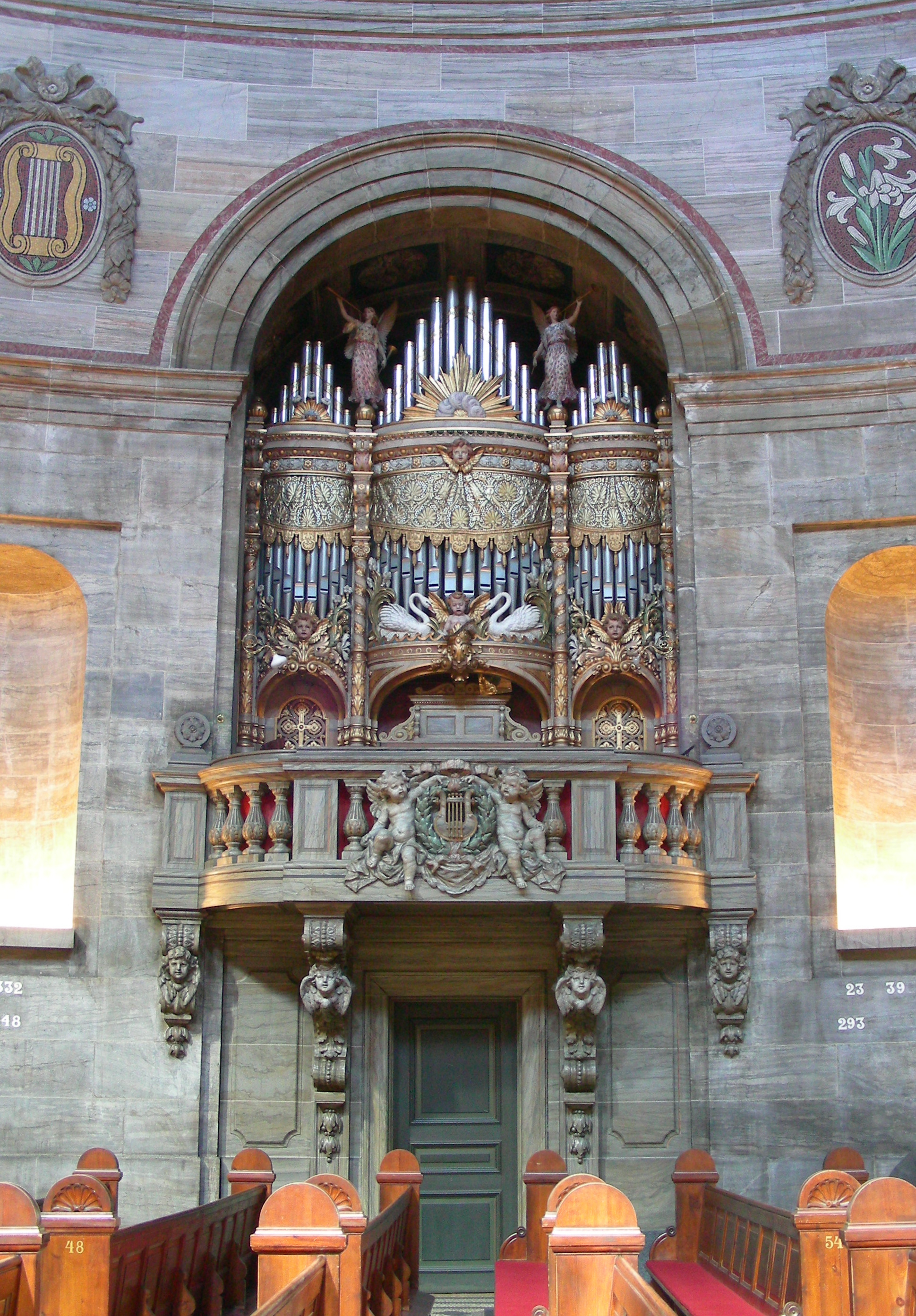
Het oude orgel (1894)
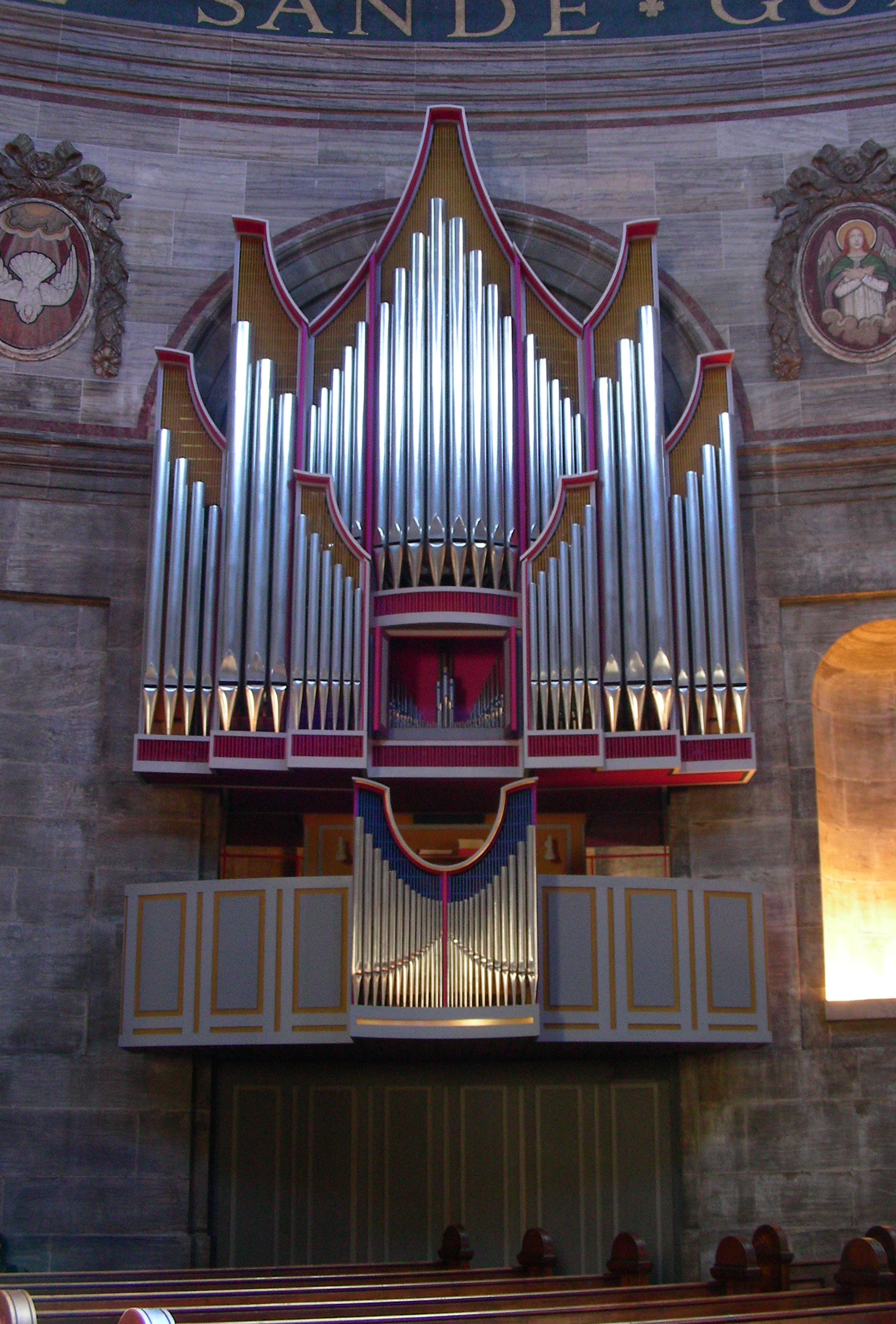
Het nieuwe orgel (1963)
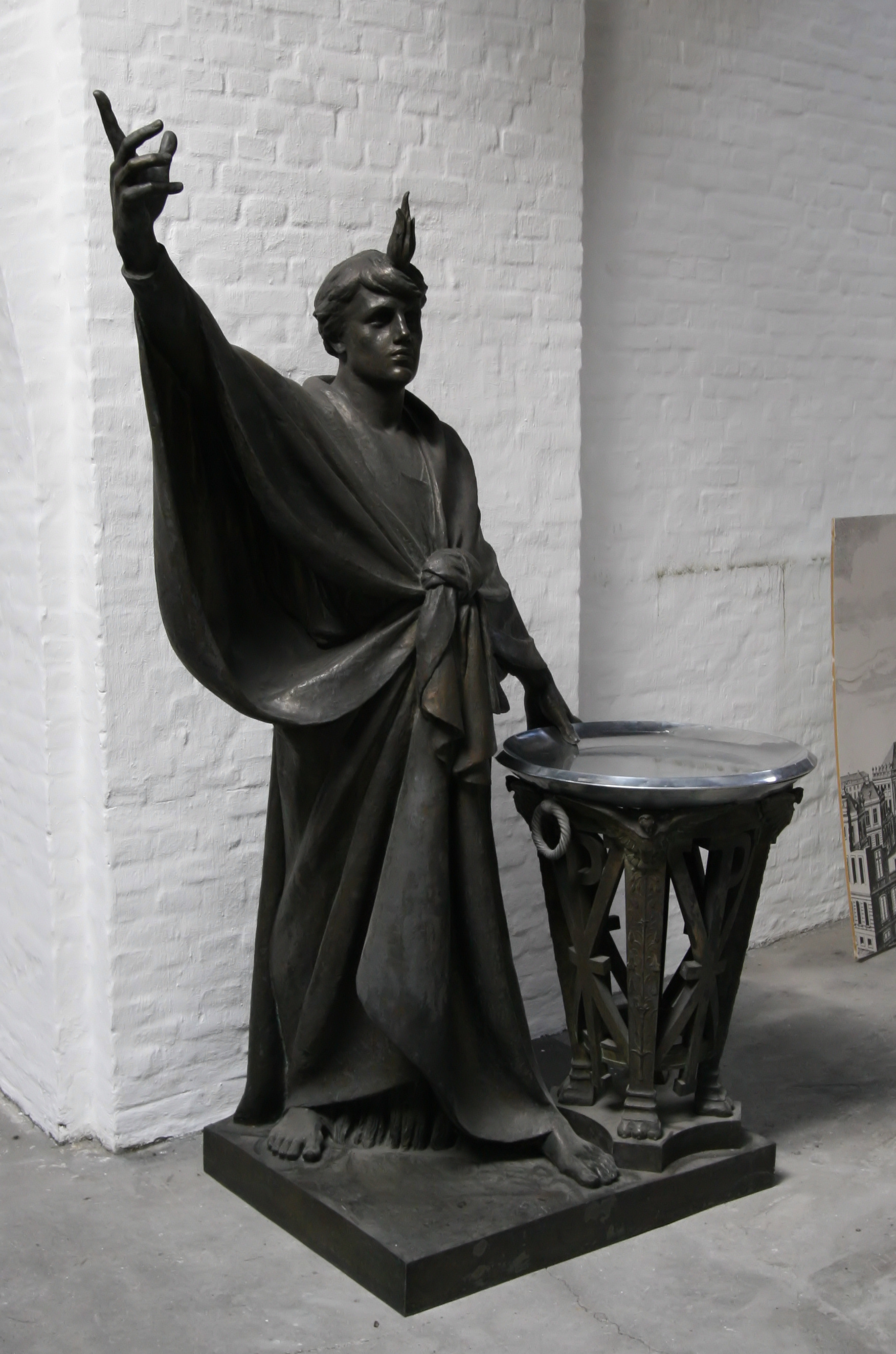
Voormalig doopvont
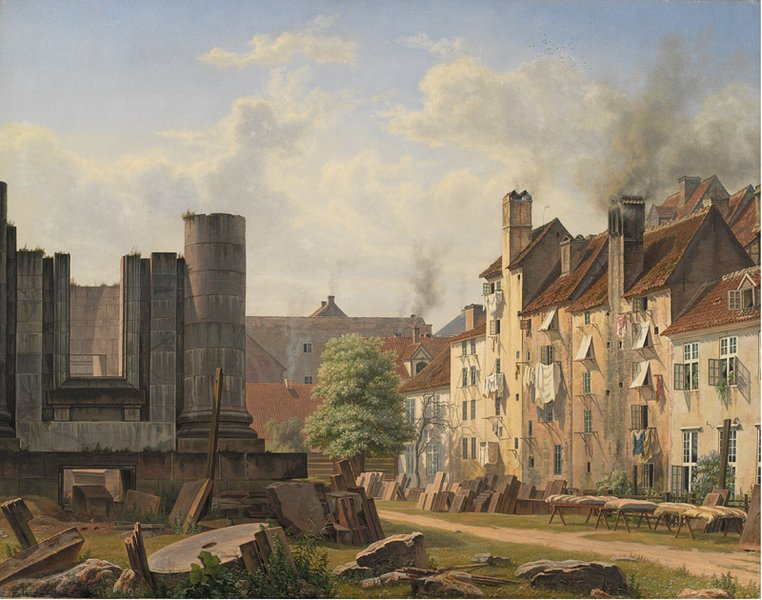
De ruïne in 1835 geschilderd door Frederik Sødring